# Las Joyas, Taxco de Alarcón
Las Joyas är en ort i Mexiko.   Den ligger i kommunen Taxco de Alarcón och delstaten Guerrero, i den sydöstra delen av landet, 100 km söder om huvudstaden Mexico City. Las Joyas ligger 1 743 meter över havet och antalet invånare är 143.
Terrängen runt Las Joyas är lite bergig. Runt Las Joyas är det ganska tätbefolkat, med 139 invånare per kvadratkilometer. Närmaste större samhälle är Taxco de Alarcón, 7,2 km sydväst om Las Joyas. I omgivningarna runt Las Joyas växer huvudsakligen savannskog.